# Grido d'amore
Grido d'amore è il trentaquattresimo singolo dei Matia Bazar, pubblicato su CD nel 2005 dall'etichetta discografica Bazar Music di proprietà del gruppo e distribuito da Sony Music Italy, in contemporanea con l'album Profili svelati.

## Il brano
Si tratta del primo singolo con Roberta Faccani come vocalist, dopo l'uscita dal gruppo di Silvia Mezzanotte.

## Successo e classifiche
Si classifica terzo nella categoria "Gruppi" al Festival di Sanremo 2005 e 13º nella classifica generale.
Raggiunge la 12ª posizione nella classifica delle vendite dei singoli italiani del 2005, dopo due settimane di permanenza.

## Tracce
CD singolo (BZR 997 6 75764 2)
Edizioni musicali Radiomatia, Unalira.
1. Grido d'amore – 3:33 (testo: Giancarlo Golzi – musica: Piero Cassano)
2. Grido d'amore (instrumental version) – 3:33 (musica: Piero Cassano)
3. Matia Bazar con Sergio Múñiz – Grido d'amore (latin version) – 3:34 (testo: Giancarlo Golzi – musica: Piero Cassano)
4. Grido d'amore (instrumental latin version) – 3:34 (musica: Piero Cassano)

## Formazione

### Gruppo
- Roberta Faccani - voce solista
- Piero Cassano - tastiere, chitarre acustiche
- Fabio Perversi - pianoforte, tastiere
- Giancarlo Golzi - batteria, percussioni

### Altri musicisti
- Diego Buonanno - basso
- Maurizio Macchioni - chitarre elettriche e acustiche
- Mario Natale - archi
- Elio Rivagli - percussioni aggiuntive

## Classifiche
| Classifica (2005) | Posizione |
| ----------------- | --------- |
| Italia            | 12        |